# 爨日進
爨日進（?—?），唐朝爨氏豪酋。
爨摩湴的兒子，爨崇道的弟弟，爨歸王的侄子。为兩爨（东爨、西爨）大鬼主。唐玄宗時為昆州（今云南省昆明市）刺史，和弟弟爨日用駐安寧。天寶初年，劍南節度使章仇兼瓊派越巂都督竹靈倩，開步頭路（今雲南省建水縣），修筑安寧城（今云南安宁）。爨歸王聯合爨崇道、爨日進起兵反对，攻殺竺靈倩。唐玄宗命姚州都督李宓和南詔王皮羅閣攻打，到波州（今雲南省祥雲縣），爨歸王、爨崇道歸降，到軍門謝罪，获唐朝赦免，再設安寧城。李宓唆使爨崇道殺死爨歸王、爨日進。